# Waihoihoi (rivière)
La rivière Waihoihoi  (en anglais : Waihoihoi River) est un cours d’eau de la région du  Northland dans l’Île du Nord de la  Nouvelle-Zélande.

## Géographie
C’est un affluent du fleuve Waipu, qu’elle atteint tout près de la ville de Waipu.
(en) Land Information New Zealand, « détail emplacement: Waihoihoi (rivière) », sur New Zealand Gazetteer